# ريج سميث (لاعب كرة قدم)
ريج سميث (بالإنجليزية: Reg Smith)‏ (1916 في المملكة المتحدة - ) هو لاعب كرة قدم بريطاني في مركز الهجوم. لعب مع كولتشستر يونايتد ونادي بريستول سيتي ونادي ترانمير روفرز لكرة القدم ووولفرهامبتون واندررز ويوفل تاون وTrowbridge Town F.C. ‏ وWestbury United F.C. ‏.